# Morten Hyldgaard
Morten Hyldgaard (født 26. januar 1978) er en tidligere dansk fodboldmålmand. Efter han stoppede som aktiv spiller, var han i 2 år ansat som målmandstræner i FC Midtjylland.
Morten Hyldgaard arbejder nu hos 1. divisionsklubben Skive IK som målmandstræner. 